# Tour penchée

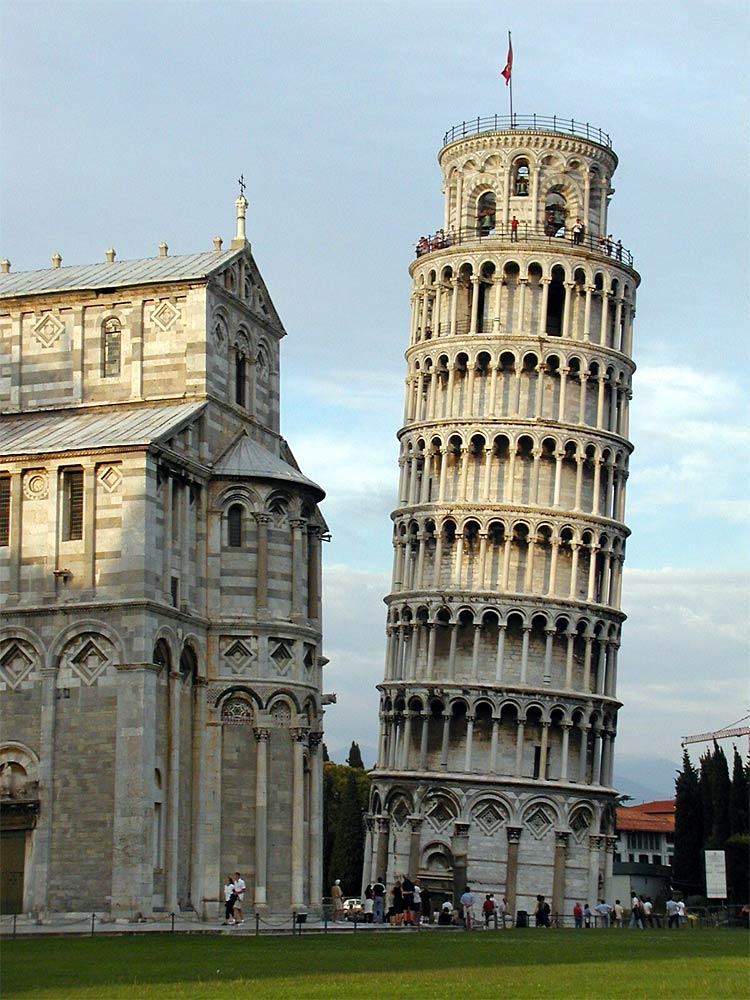
La tour de Pise, l'une des tours penchées les plus connues.

Une tour penchée, ou tour inclinée, est une tour possédant un angle non nul par rapport à la verticale et n'étant pas perpendiculaire au sol.

## Caractéristiques
Une tour peut être inclinée volontairement, par construction, ou involontairement, son inclinaison résultant d'erreurs de design, de construction ou d'influences externes (affaissement, etc.).
Selon le livre Guinness des records, la tour la plus inclinée du monde serait, en 2013, le Capital Gate d'Abou Dabi présentant par construction une inclinaison de 18° par rapport à la verticale. L'édifice le plus incliné involontairement serait la tour penchée de Suurhusen, avec 5,2° d'inclinaison,. L'édifice incliné le plus élevé serait la tour du stade olympique de Montréal, avec 175 m de haut et une inclinaison allant de 23 à 63,4 degré.

## Exemples remarquables
| Nom                               | Lieu               | Pays        | Angle (°) | Hauteur (m) | Décalage sommital (m) | Origine de l'inclinaison et autres remarques                                             |
| --------------------------------- | ------------------ | ----------- | --------- | ----------- | --------------------- | ---------------------------------------------------------------------------------------- |
| Big Ben                           | Londres            | Royaume-Uni | 0,3       | 96          | 0,50                  | Penche depuis sa création                                                                |
| Tour Asinelli                     | Bologne            | Italie      | 1,3       | 97          | 2,20                  | Tour jumelle de la tour Garisenda                                                        |
| Tour penchée de Neviansk          | Neviansk           | Russie      | 3,0       | 57          | 2,99                  | La structure en fer s'est enfoncée dans le sol                                           |
| Pagode de la colline du tigre     | Suzhou             | Chine       | 3,0       | 47          | 2,46                  | Une moité a été construite sur un sol meuble, l'autre sur la roche                       |
| Minaret de Djâm                   | Fîrouz-Kôh         | Afghanistan | 3,5       | 65          | 3,98                  |                                                                                          |
| Tour de Pise                      | Pise               | Italie      | 4,0       | 56          | 3,92                  | Affaissement du sol argileux                                                             |
| Tour Garisenda                    | Bologne            | Italie      | 4,0       | 48          | 3,36                  | Jumelle de la tour Asinelli, elle a dû être raccourcie au XIVe siècle                    |
| Clocher de Suurhusen              | Suurhusen          | Allemagne   | 5,2       | 27          | 2,46                  | Assèchement ou pourrissement des fondations en chêne                                     |
| Tour penchée de Gau-Weinheim (de) | Gau-Weinheim       | Allemagne   | 5,4       | 27          | 2,55                  |                                                                                          |
| Tour penchée de Saint-Moritz (de) | Saint-Moritz       | Suisse      | 5,5       | 33          | 3,18                  | Glissement de terrain et mouvements du sous-sol ; la cloche a été retirée par précaution |
| Phare de Sharps Island            | Baie de Chesapeake | États-Unis  | 15        | 16          | 4,29                  | Endommagements par des blocs de glace en 1976                                            |

## Liste

### Amérique

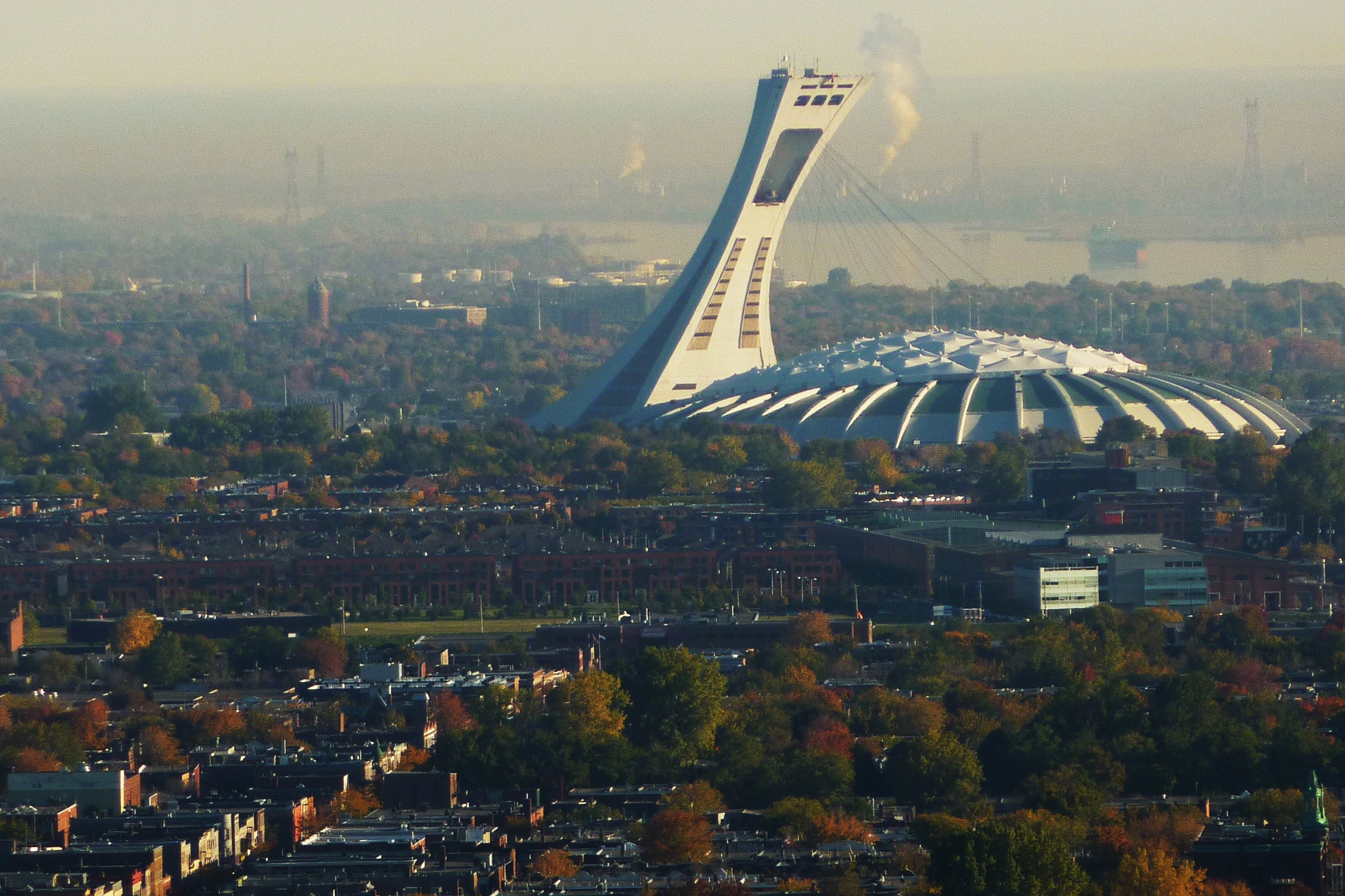
Tour du stade olympique, Montréal, Canada.

#### Canada
Au Québec :
- Montréal : Tour du stade olympique ;
- Saint-Léonard : tour Saint-Léonard[7] (démolie).

#### États-Unis
- Californie, San Francisco : Millennium Tower. Tour complétée en 2009 mais qui s'afaisse dans les sols de la ville, lui conférant le surnom de « tour de Pise de San Francisco »[8]
- Illinois, Niles : tour penchée de Niles, réplique de la tour de Pise
- Maryland, baie de Chesapeake : phare de Sharps Island, incliné de 15° depuis qu'il a été endommagé par la banquise en 1977.
- Nevada, Paradise : tours Veer du CityCenter, sur le Strip
- New York, Patchogue : tour de la gare (démolie en 2006)
- Texas, Groom : château d'eau

### Asie

#### Chine
- Hong Kong : paires de tours du Hong Kong-Shenzhen Western Corridor
- Hubei : pagode de fer du temple de Yuquan, délibérément inclinée
- Jiangsu, Suzhou : pagode de la colline du tigre
- Liaoning, Suizhong : tour penchée
- Shanghai : pagode de Huzhu

#### Inde
- Kerala, Ettumanoor : pilier d'or du temple d'Ettumanoor
- Odisha, Sambalpur : temple penché de Huma

#### Malaisie
- Perak, Teluk Intan : tour penchée

### Europe

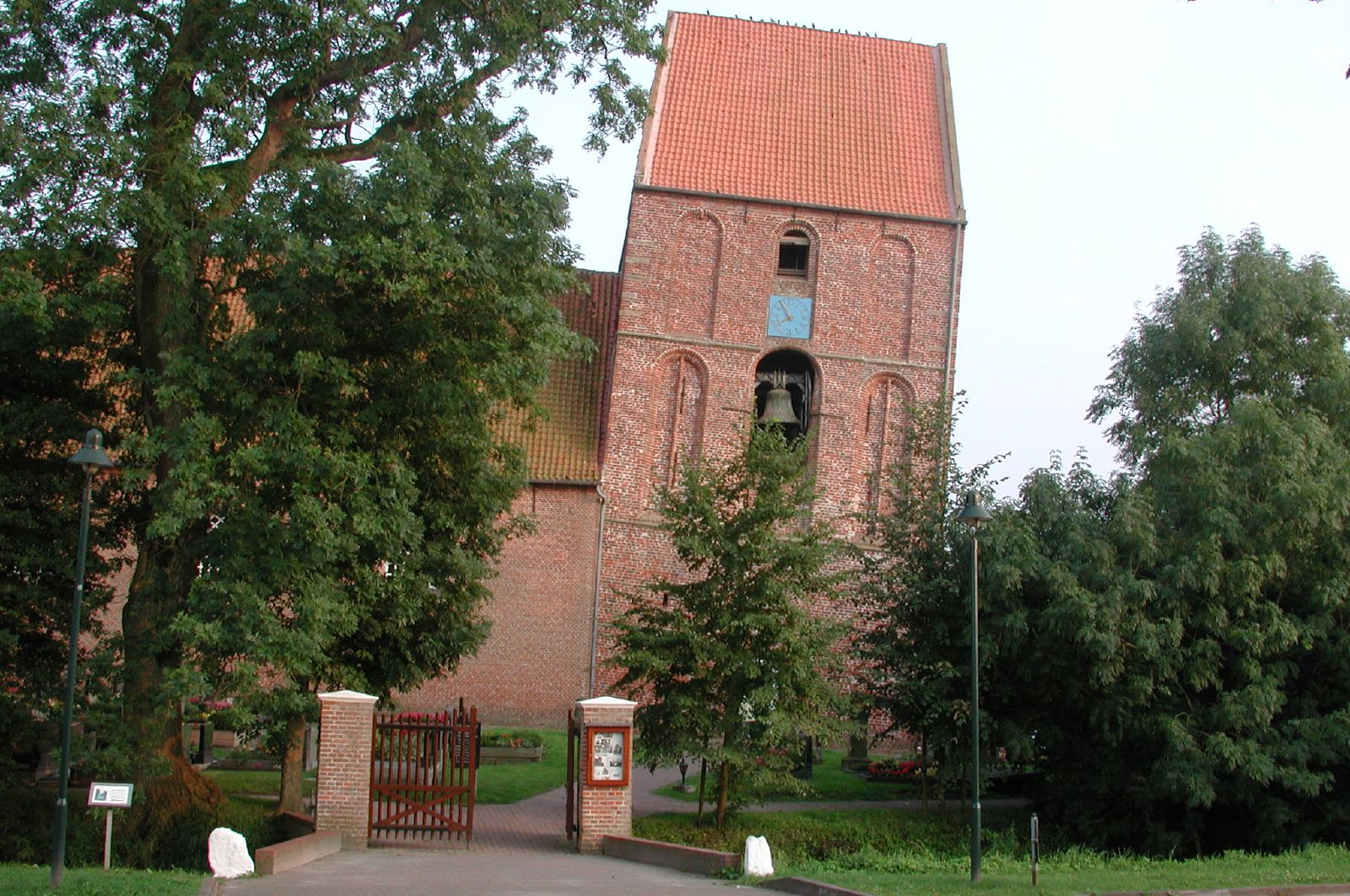
Tour de Suurhusen.

#### Allemagne
- Bade-Wurtemberg, Ulm : Metzgerturm[9]
- Basse-Saxe, Suurhusen : Schiefer Turm
- Rhénanie-du-Nord-Westphalie, Düsseldorf : Neuer Zollhof
- Rhénanie-Palatinat, Dausenau : Schiefer Turm
- Saxe, Bautzen : Reichenturm
- Thuringe, Bad Frankenhausen : clocher de l'église haute[10]

#### Danemark
- Copenhague : Bella Sky Hotel

#### Espagne
- Aragon, Saragosse : tour penchée (démolie)
- Aragon, Ateca : Tour de l'horloge
- Madrid : Puerta de Europa

#### France
- Ardèche, Soyons : tour penchée
- Essonne, Étampes : clocher de la collégiale Saint-Martin
- Val-d'Oise, Cergy : tour Belvédère sur l'Axe majeur
- Paris : tours Duo inclinées de 5°

#### Hongrie
- Nógrád, Szécsény : tour, inclinée de 3°

#### Irlande
- Galway, Gort : tour ronde du monastère de Kilmacduagh

#### Italie
- Émilie-Romagne, Bologne : tours Asinelli et Garisenda
- Latium, Rome : Torre delle Milizie
- Toscane, Pise :
  - Tour de Pise
  - Campanile de San Nicola
  - Campanile de San Michele degli Scalzi
- Vénétie :
  - Caorle : campanile du Duomo
  - Venise :
    - Campanile de San Martino, Burano
    - Campanile de San Giorgio dei Greci
    - Campanile de Santo Stefano

#### Pays-Bas
- Frise, Leeuwarden : Oldehove
- Groningue :
  - Bedum : clocher de St. Walfriduskerk
  - Groningue, tour Martini
- Hollande-Méridionale :
  - Delft : clocher de l'Oude Kerk
  - Dordrecht : clocher de l'église centrale

#### Pologne
- Basse-Silésie, Ząbkowice Śląskie : Tour de Ząbkowice Śląskie (tour penchée)
- Couïavie-Poméranie, Toruń : Tour inclinée de Toruń
- Poméranie occidentale, Pyrzyce : Baszta Sowia (tour de la Chouette)

#### Roumanie
- Mediaș : clocher de l'église Sainte-Marguerite

#### Royaume-Uni
- Angleterre :
  - Bridgnorth : grande tour ruinée du château de Bridgnorth
  - Brightlingsea : Bateman's Tower
  - Bristol : tour de Temple Church
  - Chesterfield : flèche de l'église Sainte-Marie-et-Tous-les-Saints
  - King's Lynn : Greyfriars Tower
  - Londres : Big Ben
  - Surfleet : tour et flèche de l'église Saint-Laurence
- Irlande du Nord :
  - Belfast : Albert Memorial Clock
- Pays de Galles :
  - Caerphilly : tour sud-est du château de Caerphilly
  - Cwmyoy : tour de l'église Saint-Martin

#### Russie
- Kazan : tour de Söyembikä
- Moscou : cathédrale Saint-Basile-le-Bienheureux
- Neviansk : tour penchée
- Solikamsk : clocher de Sobornaïa

#### Serbie
- Belgrade, Zvezdara : église Saint-Antoine-de-Padoue

#### Tchéquie
- Ústí nad Labem : clocher de l'église Nanebevzetí Panny Marie

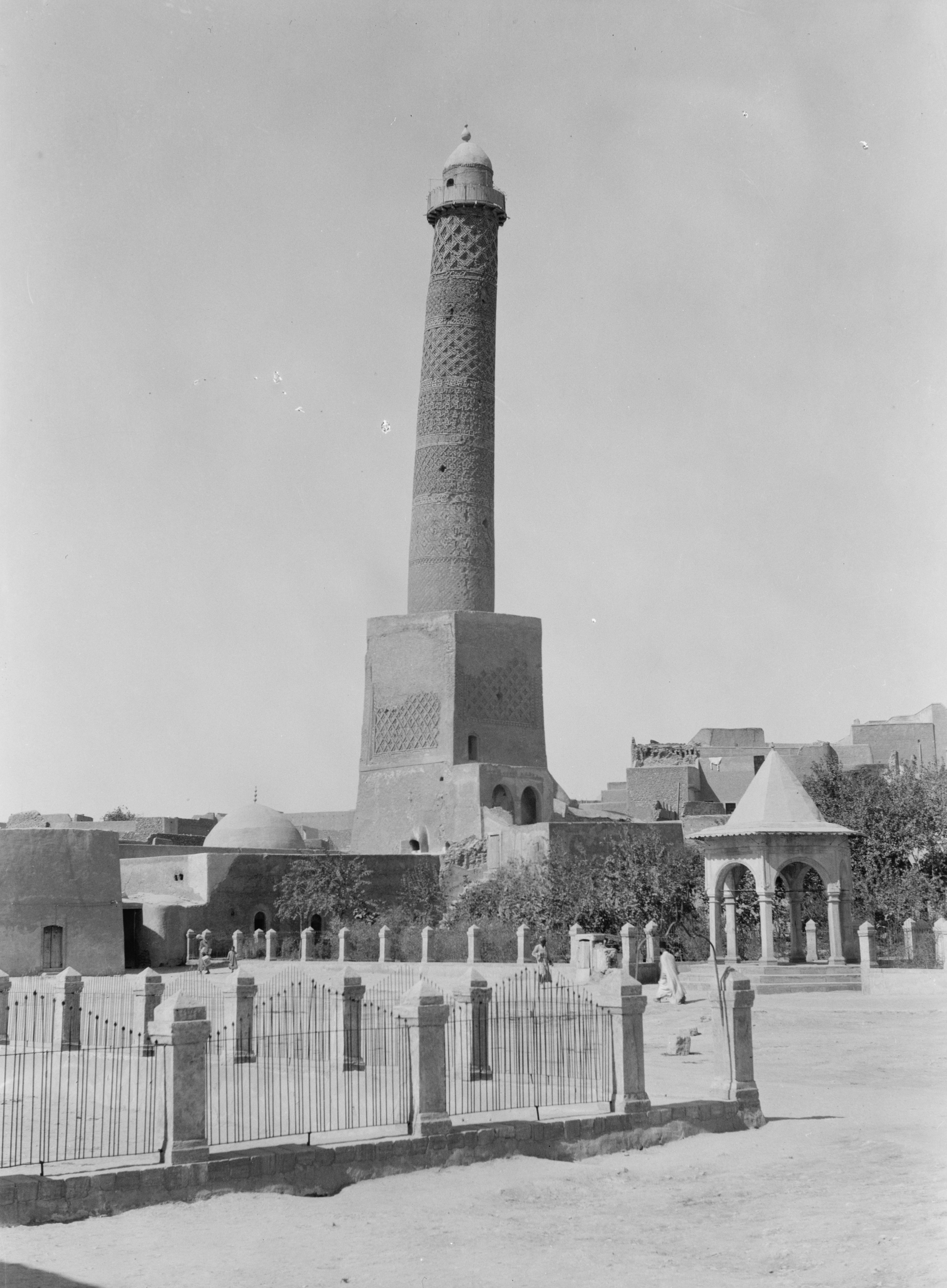
« la Bossue » en 1932

### Moyen et Proche-Orient

#### Émirats arabes unis
- Abou Dabi : Capital Gate

#### Irak
- Mossoul : minaret penché, al-Hadba (الحدباء, « la Bossue ») de la Grande Mosquée al-Nouri

### Océanie

#### Nouvelle-Zélande
- Christchurch : hôtel Grand Chancellor
- Wanaka : tour penchée, Puzzling World